# Rhaphidostegium expallens
Rhaphidostegium expallens là một loài Rêu trong họ Sematophyllaceae. Loài này được (Müll. Hal. & Kindb.) Kindb. miêu tả khoa học đầu tiên năm 1894.